# Jasmin Paris

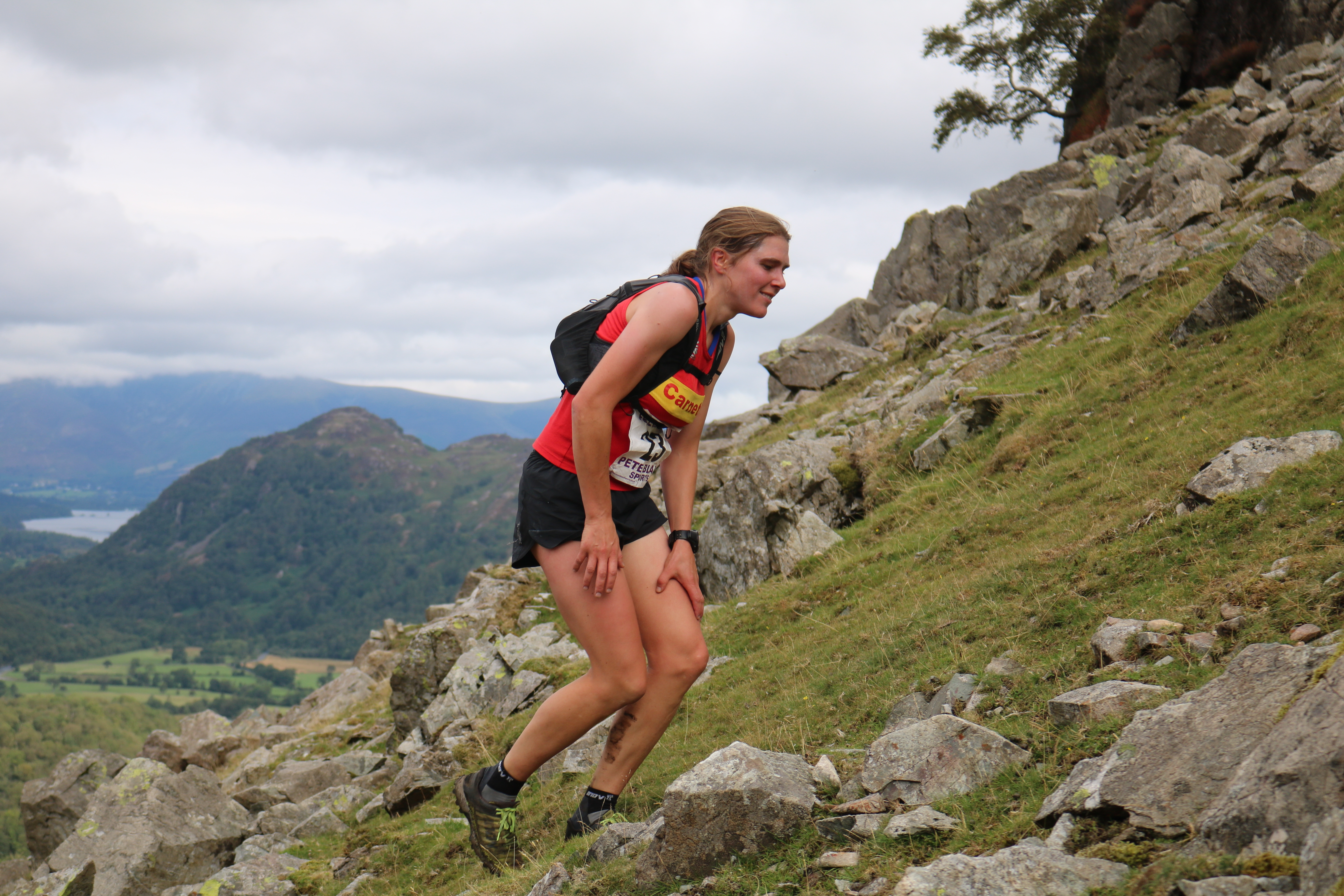
Jasmin Paris (2018)

Jasmin Karina Paris (* November 1983 in Manchester) ist eine britische Trail- und Ultraläuferin.

## Leben
Ihre Eltern sind die Mathematiker Jeff Paris und Alena Vencovská.
Während ihrer Studienzeit an der University of Liverpool war sie Mitglied im Open Air Club. Mit dem Laufsport begann sie jedoch erst 2008, nachdem sie das Studium an der Universität abgeschlossen hatte. Nach einem Jahr Sabbatical in Minnesota kehrte sie nach Großbritannien zurück, zog 2010 nach Edinburgh und fokussierte sich mehr auf den Laufsport, ab 2015 im Bereich Ultramarathon.
Seit 2016 ist sie mit Konrad Rawlik verheiratet, der ebenfalls Läufer ist. Sie sind Eltern von zwei Kindern. Paris arbeitet als Tierärztin an der University of Edinburgh.

## Trail- und Ultramarathon
2014 und 2015 siegte Paris bei den Scottish Hill Running Championships, 2015 und 2018 gewann sie die British Fell Running Championships.
2016 gewann sie im Rahmen des Buff Epic Trail 105K eine Bronze-Medaille bei den Skyrunning World Championships (Ultra SkyMarathon). Beim Ultra-Trail du Mont-Blanc, ihrem ersten 100 Meilen-Lauf, erreichte sie Platz 6. Im September 2016 siegte sie bei den Skyrunner World Series in der Kategorie Extreme.
Mit einem neuen Streckenrekord (268 Meilen in 83 Stunden, 12 Minuten und 23 Sekunden) erreichte sie beim Montane Spine Race 2019 als erste Frau in der Geschichte des Events Platz 1 im Gesamtklassement. Während der Pausen pumpte sie Muttermilch für ihr Baby ab.
2021 siegte Paris bei der Ultra Tour Monte Rosa in der Schweiz.
2022 startete sie beim Barkley Marathons im Frozen Head State Park, Tennessee, und absolvierte den „Fun Run“, der aus drei Runden besteht. Bei ihrem Start 2023 gelang es ihr, als erst zweite Frau in der Geschichte des Laufes auf die vierte Runde zu gehen, die sie jedoch nicht innerhalb des Zeitlimits beenden konnte.
Bis 2022 wurde sie von Inov-8 gesponsert, dann wechselte sie zu den Green Runners, einer Gruppe, die sich im Bereich Umwelt engagiert und die sie mitbegründet hat.
2024 konnte sie als erste Frau überhaupt die seit 1986 ausgetragenen Barkley Marathons innerhalb des Zeitlimits beenden.